# Luigi Fantoni
Luigi Fantoni (Fivizzano, 19 marzo 1749 – Fivizzano, 8 giugno 1808) è stato uno storico e letterato italiano, cultore della poesia e del latino e studioso di agronomia.

## Biografia
Primogenito del conte Lodovico Antonio Fantoni di Fivizzano, famiglia nobile d'origini fiorentine, e della contessa Anna De Silva sorella di Andrea Luigi de Silva, dei marchesi della Banditella nativa di Livorno, ebbe come fratello Giovanni Nepumoceno Saverio Celso Francesco Gaetano più conosciuto come Giovanni Fantoni, il poeta arcadico Labindo.
Studiò nel collegio Nazzareno di Roma dove si distinse nelle scienze e soprattutto nella lingua latina, nella quale superò lo stesso più illustre fratello. Cultore della poesia, compose versi in italiano e latino e questi ultimi notevoli per l'eleganza della forma. Appassionato studioso di agronomia, mise a frutto le sue profonde conoscenze per il miglioramento delle sue vaste proprietà del Fivizzanese.
Fu iscritto a diverse accademie d'Italia, compresa quella Accademia dei Georgofili ove fu spesso encomiato per le sue dotte dissertazioni scientifiche.
Raccolse nella già ricca biblioteca di famiglia una notevole quantità di documenti che gli servirono poi per una storia della Lunigiana che pubblica come Efemeridi di Aronte Lunense (suo pseudonimo), che è un compendio di storia, politica, commercio, agricoltura ed il tutto scritto in forma di calendario.
Dal suo matrimonio con la fiorentina Maddalena Morelli Adimari ebbe quattro figli, il più famoso fu Agostino che fu un politico di rispetto per i suoi tempi: maire a Fivizzano, Commissario per il Governo Toscano all'Isola d'Elba, e poi Commissario regio a Pistoia.
Ritiratosi a vita privata nella sua villa di Noletta, si prodiga e mette in pratica i suoi studi di agraria accrescendo e migliorando decine di poderi nel Fivizzanese.
A Noletta fu sepolto nella cappella privata dove è l'epigrafe apposta dal figlio Agostino nel 1842: "Vissuto in tempi procellosi, finì col ripararsi da' civili trambusti nella dolce solitudine degli ameni colli di Noletta dove cessò di vivere il 8 Giugno 1808"''.
Al nome di Luigi Fantoni è intitolato L'Istituto Professionale di Stato per L'Agricoltura di Soliera Apuana, luogo distante solo 3 chilometri dalla villa di Noletta.

## Opere
- Odi in latino in Onore del Granduca di Toscana Pietro Leopoldo eletto Imperatore che furono affisse alla porta Grande di Fivizzano dal 10 al 12 Dicembre 1790.
- Memoria economico finanziaria relativa al miglior modo di trasportare i Sali e Tabacchi dal Litorale Toscano nella Lunigiana Granducale, nonché il modo di regolarne l'azienda nella stessa provincia. (manoscritto in Archivio parrocchiale di Fivizzano).
- Dei Direttori dell'Istruzione Agraria adattabili alla costituzione della Toscana. Ragionamento ecc. in Firenze per Allegrini, Pisoni e Comp., 1776.
- Poesie nelle faustissime nozze de' nobili signori Bartolomeo Giacomini di Porrata ed Anna Eleonora Sproni di Livorno. LI, stamperia V. Falorni 1792.
- Il Baciamano, ode del Conte Luigi Fantoni; 1771.
- Dieci iscrizioni latine per festeggiare la salita al trono del Granduca Ferdinando III. La prima e la seconda sono state riportate nelle " Novelle letterarie pubblicate in Firenze l'anno MDCCXCI.
- Iscrizioni per la morte dell'Imperatrice Maria Teresa d'Austria.
- Iscrizioni per la venuta del Granduca Pietro Leopoldo in Fivizzano (luglio 1786)
- Iscrizioni per la prima visita fatta a Fivizzano da Mons. Vescovo de' Marchesi Pavesi di Pontremoli.
- Memoria dei Fivizzanesi con cui fanno sentire i danni e l'incomodo che ne vengono loro per essere stata fatta Pontremoli capoluogo del Governo della Lunigiana e residenza del Vescovado, nuovamente istituito, e adducono le ragioni e i titoli che militano a loro favore per meritare questa distinzione. (È conservata nell'Archivio di Stato di Firenze. Filza 1053, n. 12).
- "Efemeridi Biennali di Aronte Lunense", o sia, doppio lunario storico, economico e letterario della Lunigiana per gli anni 1779-1780, con molte notizie utili e dilettevoli per ogni ceto di persone e specialmente per tutti i capi di famiglia. In Livorno, 1779, nella stamperia di Gio. Falorni. (Opera in ristampa anagrafica per conto dell'Istituto Professionale di Stato per L'Agricoltura "Luigi Fantoni" di Soliera Apuana MS- Tipocart Fivizzano anno 1989).